# Даутин, Джефф
Джефф Даутин (англ. Jeff Dowtin; род. 10 мая 1997[…], Аппер-Марлборо, Мэриленд) — американский профессиональный баскетболист, выступает за клуб Национальной баскетбольной ассоциации «Филадельфия Севенти Сиксерс». Играет на позиции разыгрывающего защитника.

## Профессиональная карьера

### Лейкленд Мэджик (2021)
После того, как Даутин не был выбран на драфте НБА 2020 года, 19 декабря 2020 года он подписал контракт по схеме «Exhibit 10» с «Орландо Мэджик», который был расторгнут в тот же день. 24 января 2021 года он подписал контракт с «Лейкленд Мэджик», фарм-клубом «Орландо» в Джи-Лиге НБА, где он сыграл 15 игр и в среднем набирал 6,5 очков, 1,6 подборов и 2,5 передач за 19,8 минут. «Лейкленд» в итоге выиграл чемпионат Джи-Лиги, победив «Делавэр Блю Коатс», а Даутин набрал 8 очков, выйдя со скамейки запасных.

### Голден Стэйт Уорриорз (2021–2022)
8 сентября 2021 года Даутин снова подписал контракт с «Орландо Мэджик». Однако в конце тренировочного лагеря он был отчислен. 18 октября он был подписан клубом «Голден Стэйт Уорриорз», позже эта сделка превратилась в двусторонний контракт с «Санта-Круз Уорриорз». 2 января 2022 года он был отчислен из «Уорриорз».

### Милуоки Бакс (2022)
7 января 2022 года Даутин подписал десятидневный контракт с «Милуоки Бакс». 12 января он был переведён в «Висконсин Херд» из Джи-Лиги после одной игры за «Бакс».

### Орландо / Лейкленд Мэджик (2022)
19 января 2022 года Даутин опять присоединился к «Лейкленд Мэджик». 22 марта 2022 года Даутин подписал десятидневный контракт с «Орландо Мэджик», а 1 апреля вернулся в «Лейкленд».

### Торонто Рэпторс (2022–2023)
Даутин присоединился к «Торонто Рэпторс» для участия в Летней лиге НБА 2022 года. 19 июля 2022 года Даутин подписал двусторонний контракт с «Торонто Рэпторс». 22 июля 2023 года он подписал стандартный контракт с «Торонто Рэпторс».

### Филадельфия Севенти Сиксерс / Делавэр Блю Коатс (2023–настоящее время)
2 ноября 2023 года Даутин присоединился к «Делавэр Блю Коатс», а 2 марта 2024 года он подписал двусторонний контракт с клубом «Филадельфия Севенти Сиксерс». 4 апреля он подписал стандартный контракт с «Севенти Сиксерс».
22 июля 2024 года Даутин подписал еще один двусторонний контракт с «Севенти Сиксерс».

## Статистика

### Статистика в НБА
| Сезон                                                                                    | Команда      | Регулярный сезон | Регулярный сезон | Регулярный сезон | Регулярный сезон | Регулярный сезон | Регулярный сезон | Регулярный сезон | Регулярный сезон | Регулярный сезон | Регулярный сезон | Регулярный сезон | Серия плей-офф | Серия плей-офф | Серия плей-офф | Серия плей-офф | Серия плей-офф | Серия плей-офф | Серия плей-офф | Серия плей-офф | Серия плей-офф | Серия плей-офф | Серия плей-офф |
| Сезон                                                                                    | Команда      | GP               | GS               | MPG              | FG%              | 3P%              | FT%              | RPG              | APG              | SPG              | BPG              | PPG              | GP             | GS             | MPG            | FG%            | 3P%            | FT%            | RPG            | APG            | SPG            | BPG            | PPG            |
| ---------------------------------------------------------------------------------------- | ------------ | ---------------- | ---------------- | ---------------- | ---------------- | ---------------- | ---------------- | ---------------- | ---------------- | ---------------- | ---------------- | ---------------- | -------------- | -------------- | -------------- | -------------- | -------------- | -------------- | -------------- | -------------- | -------------- | -------------- | -------------- |
| 2021/22                                                                                  | Голден Стэйт | 4                | 0                | 7,0              | 50,0             | 0,0              | -                | 1,8              | 0,8              | 0,0              | 0,3              | 1,5              | Не участвовал  | Не участвовал  | Не участвовал  | Не участвовал  | Не участвовал  | Не участвовал  | Не участвовал  | Не участвовал  | Не участвовал  | Не участвовал  | Не участвовал  |
| 2021/22                                                                                  | Милуоки      | 1                | 0                | 3,0              | 0,0              | 0,0              | -                | 0,0              | 0,0              | 0,0              | 0,0              | 0,0              | Не участвовал  | Не участвовал  | Не участвовал  | Не участвовал  | Не участвовал  | Не участвовал  | Не участвовал  | Не участвовал  | Не участвовал  | Не участвовал  | Не участвовал  |
| 2021/22                                                                                  | Орландо      | 4                | 0                | 19,3             | 26,3             | 14,3             | 100,0            | 2,8              | 1,8              | 1,3              | 0,0              | 3,3              | Не участвовал  | Не участвовал  | Не участвовал  | Не участвовал  | Не участвовал  | Не участвовал  | Не участвовал  | Не участвовал  | Не участвовал  | Не участвовал  | Не участвовал  |
| 2022/23                                                                                  | Торонто      | 25               | 0                | 10,4             | 43,9             | 31,3             | 66,7             | 0,9              | 1,2              | 0,4              | 0,1              | 2,4              | Не участвовал  | Не участвовал  | Не участвовал  | Не участвовал  | Не участвовал  | Не участвовал  | Не участвовал  | Не участвовал  | Не участвовал  | Не участвовал  | Не участвовал  |
| 2023/24                                                                                  | Филадельфия  | 12               | 0                | 11,8             | 55,6             | 47,4             | 75,0             | 1,7              | 2,3              | 0,6              | 0,1              | 4,3              | Не участвовал  | Не участвовал  | Не участвовал  | Не участвовал  | Не участвовал  | Не участвовал  | Не участвовал  | Не участвовал  | Не участвовал  | Не участвовал  | Не участвовал  |
| 2024/25                                                                                  | Филадельфия  | 41               | 3                | 15,1             | 48,7             | 40,0             | 73,3             | 1,5              | 1,9              | 0,6              | 0,3              | 7,0              | Не участвовал  | Не участвовал  | Не участвовал  | Не участвовал  | Не участвовал  | Не участвовал  | Не участвовал  | Не участвовал  | Не участвовал  | Не участвовал  | Не участвовал  |
|                                                                                          | Всего        | 87               | 3                | 13,0             | 47,3             | 37,7             | 73,3             | 1,4              | 1,7              | 0,5              | 0,2              | 4,8              | Не участвовал  | Не участвовал  | Не участвовал  | Не участвовал  | Не участвовал  | Не участвовал  | Не участвовал  | Не участвовал  | Не участвовал  | Не участвовал  | Не участвовал  |
| Наведите курсор мыши на аббревиатуры в заголовке таблицы, чтобы прочесть их расшифровку. |              |                  |                  |                  |                  |                  |                  |                  |                  |                  |                  |                  |                |                |                |                |                |                |                |                |                |                |                |

### Статистика в Джи-Лиге
| Сезон                                                                                    | Команда             | Регулярный сезон | Регулярный сезон | Регулярный сезон | Регулярный сезон | Регулярный сезон | Регулярный сезон | Регулярный сезон | Регулярный сезон | Регулярный сезон | Регулярный сезон | Регулярный сезон | Серия плей-офф | Серия плей-офф | Серия плей-офф | Серия плей-офф | Серия плей-офф | Серия плей-офф | Серия плей-офф | Серия плей-офф | Серия плей-офф | Серия плей-офф | Серия плей-офф |
| Сезон                                                                                    | Команда             | GP               | GS               | MPG              | FG%              | 3P%              | FT%              | RPG              | APG              | SPG              | BPG              | PPG              | GP             | GS             | MPG            | FG%            | 3P%            | FT%            | RPG            | APG            | SPG            | BPG            | PPG            |
| ---------------------------------------------------------------------------------------- | ------------------- | ---------------- | ---------------- | ---------------- | ---------------- | ---------------- | ---------------- | ---------------- | ---------------- | ---------------- | ---------------- | ---------------- | -------------- | -------------- | -------------- | -------------- | -------------- | -------------- | -------------- | -------------- | -------------- | -------------- | -------------- |
| 2020/21                                                                                  | Лейкленд Мэджик     | 15               | 0                | 19,8             | 48,2             | 50,0             | 100,0            | 1,6              | 2,5              | 0,9              | 0,1              | 6,5              | 3              | 0              | 24,3           | 66,7           | 66,7           | 100,0          | 2,7            | 6,3            | 3,0            | 0,0            | 10,7           |
| 2021/22                                                                                  | Лейкленд Мэджик     | 19               | 19               | 34,0             | 55,0             | 44,2             | 75,6             | 4,1              | 6,4              | 1,5              | 0,3              | 21,2             | Не участвовал  | Не участвовал  | Не участвовал  | Не участвовал  | Не участвовал  | Не участвовал  | Не участвовал  | Не участвовал  | Не участвовал  | Не участвовал  | Не участвовал  |
| 2021/22                                                                                  | Санта-Круз Уорриорз | 13               | 13               | 34,9             | 43,3             | 28,8             | 87,8             | 5,8              | 5,0              | 1,3              | 0,4              | 17,2             | Не участвовал  | Не участвовал  | Не участвовал  | Не участвовал  | Не участвовал  | Не участвовал  | Не участвовал  | Не участвовал  | Не участвовал  | Не участвовал  | Не участвовал  |
| 2021/22                                                                                  | Висконсин Херд      | 3                | 2                | 28,8             | 65,8             | 36,4             | 57,1             | 5,7              | 3,7              | 0,7              | 0,0              | 20,0             | Не участвовал  | Не участвовал  | Не участвовал  | Не участвовал  | Не участвовал  | Не участвовал  | Не участвовал  | Не участвовал  | Не участвовал  | Не участвовал  | Не участвовал  |
| 2022/23                                                                                  | Рэпторс 905         | 33               | 32               | 33,9             | 49,6             | 36,7             | 79,8             | 3,8              | 6,4              | 1,6              | 0,4              | 17,9             | Не участвовал  | Не участвовал  | Не участвовал  | Не участвовал  | Не участвовал  | Не участвовал  | Не участвовал  | Не участвовал  | Не участвовал  | Не участвовал  | Не участвовал  |
| 2023/24                                                                                  | Делавэр Блю Коатс   | 21               | 18               | 31,7             | 48,4             | 38,1             | 90,6             | 2,7              | 5,1              | 1,1              | 0,2              | 18,2             | 2              | 2              | 40,4           | 57,9           | 46,7           | 100,0          | 6,0            | 8,0            | 2,0            | 1,0            | 32,5           |
| 2024/25                                                                                  | Делавэр Блю Коатс   | 17               | 17               | 33,3             | 51,1             | 43,4             | 75,6             | 3,0              | 4,1              | 1,4              | 0,5              | 24,6             | Не участвовал  | Не участвовал  | Не участвовал  | Не участвовал  | Не участвовал  | Не участвовал  | Не участвовал  | Не участвовал  | Не участвовал  | Не участвовал  | Не участвовал  |
|                                                                                          | Всего               | 121              | 101              | 31,7             | 50,3             | 39,1             | 81,5             | 3,5              | 5,1              | 1,3              | 0,3              | 18,0             | 5              | 2              | 30,7           | 60,7           | 52,4           | 100,0          | 4,0            | 7,0            | 2,6            | 0,4            | 19,4           |
| Наведите курсор мыши на аббревиатуры в заголовке таблицы, чтобы прочесть их расшифровку. |                     |                  |                  |                  |                  |                  |                  |                  |                  |                  |                  |                  |                |                |                |                |                |                |                |                |                |                |                |

### Статистика в NCAA
| Сезон | Команда    | Conf  | Class | GP  | GS  | MPG  | FG%  | 3P%  | FT%  | RPG | APG | SPG | BPG | PPG  |
| --- | ---------- | ----- | ----- | --- | --- | ---- | ---- | ---- | ---- | --- | --- | --- | --- | ---- |
| 2016/17 | Род-Айленд | A-10  | FR    | 32  | 19  | 22,2 | 41,8 | 35,1 | 57,1 | 1,5 | 2,2 | 0,5 | 0,2 | 5,5  |
| 2017/18 | Род-Айленд | A-10  | SO    | 34  | 33  | 32,9 | 44,6 | 38,7 | 70,9 | 3,1 | 5,6 | 0,9 | 0,5 | 9,6  |
| 2018/19 | Род-Айленд | A-10  | JR    | 33  | 33  | 36,6 | 47,5 | 35,4 | 74,5 | 3,4 | 3,7 | 1,4 | 0,5 | 15,3 |
| 2019/20 | Род-Айленд | A-10  | SR    | 29  | 29  | 35,6 | 42,9 | 36,0 | 75,7 | 3,5 | 3,2 | 1,3 | 0,3 | 13,9 |
| Всего | Всего      | Всего | Всего | 128 | 114 | 31,8 | 44,7 | 36,1 | 71,5 | 2,9 | 3,7 | 1,0 | 0,4 | 11,0 |
| Наведите курсор мыши на аббревиатуры в заголовке таблицы, чтобы прочесть их расшифровку Статистика приведена с сайта sports-reference.com |            |       |       |     |     |      |      |      |      |     |     |     |     |      |